# Gare de Revigny
Gare de Revigny vasútállomás Franciaországban, Revigny-sur-Ornain településen.

## Vasútvonalak
Az állomást az alábbi vasútvonalak érintik:
- Párizs-Strasbourg-vasútvonal

## Kapcsolódó állomások
A vasútállomáshoz az alábbi állomások vannak a legközelebb:
- Gare de Vitry-le-François
- Gare de Bar-le-Duc